# Gare d'Illfurth
La gare d'Illfurth est une gare ferroviaire française de la ligne de Paris-Est à Mulhouse-Ville, située à proximité du village centre, sur le territoire de la commune d'Illfurth, dans le département du Haut-Rhin, en région Grand Est.
C'est une halte ferroviaire de la Société nationale des chemins de fer français (SNCF) desservie par des trains TER Grand Est.

## Situation ferroviaire
Établie à 280 m d'altitude, la gare d'Illfurth est située au point kilométrique (PK) 481,197 de la ligne de Paris-Est à Mulhouse-Ville, entre les gares de Tagolsheim (gare fermée) et de Zillisheim.

## Histoire
Le bâtiment voyageurs, qui datait des années 1850, a été démoli[Quand ?].
Il s'agissait probablement d'un bâtiment de type 7 agrandi au cours du temps.
En 2022, la SNCF estime la fréquentation annuelle de cette gare à 68 267 voyageurs. Ce nombre s'élève à 56 796 pour 2021.

## Fréquentation
De 2015 à 2024, selon les estimations de la SNCF, la fréquentation annuelle de la gare s'élève aux nombres indiqués dans le tableau ci-dessous.
| Année     | 2015   | 2016   | 2017   | 2018   | 2019   | 2020   | 2021   | 2022   | 2023   | 2024   |
| --------- | ------ | ------ | ------ | ------ | ------ | ------ | ------ | ------ | ------ | ------ |
| Voyageurs | 52 073 | 52 591 | 61 441 | 72 961 | 78 865 | 49 498 | 56 796 | 68 267 | 74 110 | 70 611 |

## Service des voyageurs

### Accueil
Halte SNCF, c'est un point d'arrêt non géré (PANG) à entrée libre. Elle est équipée d'automates pour l'achat de titres de transport.

### Desserte
Illfurth est desservie par des trains TER Grand Est qui effectuent des missions entre les gares de Belfort et de Mulhouse-Ville.

### Intermodalité
Un parc pour les vélos et un parking y sont aménagés. La halte est située à proximité immédiate du village d'Illfurth.